# Brachysomophis longipinnis
Brachysomophis longipinnis е вид змиорка от семейство Ophichthidae.

## Разпространение
Видът е разпространен в Провинции в КНР и Тайван.

## Описание
На дължина достигат до 42,1 cm.